# Calinaginae
Calinaginae là một phân họ trong Họ Bướm giáp. Phân họ này có 1 chi Calinaga phân bố ở châu Á.

## Loài
- Calinaga lhatso Oberthür, 1893
- Calinaga buddha Moore, 1857 - The Freak
- Calinaga cercyon de Nicéville
- Calinaga davidis Oberthür
- Calinaga gautama Moore, 1896 - The Sikkim Freak
- Calinaga aborica Tytler, 1915 - The Abor Freak
- Calinaga sudassana Melville, 1893
- Calinaga funeralis Monastyrskii & Devyatkin, 2000